# Viola dacica
Viola dacica är en violväxtart som beskrevs av Borbás. Viola dacica ingår i släktet violer, och familjen violväxter. Inga underarter finns listade i Catalogue of Life.